# Thể dục dụng cụ tại Đại hội Thể thao Đông Nam Á 2023 - Thể dục nghệ thuật
Thể dục dụng cụ nghệ thuật tại Đại hội Thể thao Đông Nam Á 2023 diễn ra từ ngày 8 đến ngày 9 tháng 5 năm 2023, Phnôm Pênh, Campuchia. Sẽ không có nội dung tranh tài dành cho nữ tại đây.

## Bảng huy chương
| Hạng               | Đoàn               | Vàng | Bạc | Đồng | Tổng số |
| ------------------ | ------------------ | ---- | --- | ---- | ------- |
| 1                  | Việt Nam           | 4    | 2   | 2    | 8       |
| 2                  | Philippines        | 4    | 2   | 0    | 6       |
| 3                  | Thái Lan           | 0    | 2   | 0    | 2       |
| 4                  | Indonesia          | 0    | 1   | 1    | 2       |
| 5                  | Singapore          | 0    | 1   | 0    | 1       |
| 6                  | Malaysia           | 0    | 0   | 5    | 5       |
| Tổng số (6 đơn vị) | Tổng số (6 đơn vị) | 8    | 8   | 8    | 24      |

### Thể dục nghệ thuật
| Sự kiện           | Vàng | Bạc | Đồng |
| ----------------- | --- | --- | --- |
| Đồng đội          | Việt Nam · Lê Thanh Tùng · Đinh Phương Thành · Đặng Ngọc Xuân Thiện · Văn Vĩ Lương · Nguyễn Văn Khánh Phong · Trịnh Hải Khang | Philippines · Carlos Yulo · Ivan Cruz · Jan Timbang · Justine de Leon · Juancho Besana · Jhon Santillan | Malaysia · Muhammad Sharul Aimy · Luqman Al-Hafiz Zulfa · Ng Chun Chen · Muhammad Syakir Aiman Subri · Ally Hamuda Abdullah |
| Vô địch toàn năng | Carlos Yulo · Philippines | Lê Thanh Tùng · Việt Nam                                                                                | Đinh Phương Thành · Việt Nam                                                                                                |
| Xà lệch           | John Ivan Cruz · Philippines                                                                                                  | Tikumporn Surintornta · Thái Lan                                                                        | Joseph Judah Hatoguan · Indonesia                                                                                           |
| Ngựa vòng         | Đặng Ngọc Xuân Thiện · Việt Nam                                                                                               | Kaeson Lim Jun Yi · Singapore                                                                           | Muhammad Sharul Aimy · Malaysia                                                                                             |
| Vòng treo         | Nguyễn Văn Khánh Phong · Việt Nam                                                                                             | Carlos Yulo · Philippines                                                                               | Ally Hamuda Abdullah · Malaysia                                                                                             |
| Nhảy chống        | Juancho Besana · Philippines                                                                                                  | Tikumporn Surintornta · Thái Lan                                                                        | Trịnh Hải Khang · Việt Nam                                                                                                  |
| Xà kép            | Carlos Yulo · Philippines | Đinh Phương Thành · Việt Nam                                                                            | Ng Chun Chen · Malaysia |
| Xà đơn            | Đinh Phương Thành · Việt Nam                                                                                                  | Abiyurafi · Indonesia                                                                                   | Luqman Al-Hafiz Zulfa · Malaysia                                                                                            |